# Christine Loiseau
Pour les articles homonymes, voir Loiseau.
Christine Loiseau (née Gourdon le 26 août 1960 à Mazières-en-Mauges) est une athlète française, spécialiste des courses de fond.

## Biographie
Elle est sacrée championne de France du 10 000 mètres en 1989 à Tours.
Elle améliore à trois reprises en 1986 le record de France du 10 000 mètres.